# Salt amb esquís als Jocs Olímpics d'hivern de 1972
Als Jocs Olímpics d'Hivern de 1972 celebrats a la ciutat de Sapporo (Japó) es disputaren dues proves de salt amb esquís en categoria masculina.
El salt llarg es realitzà el dia 6 de febrer de 1972 sobre un trampolí de 70 metres i el salt normal es feu el dia 11 de febrer sobre un trampolí de 90 metres al trampolí de Mont Okura. Hi participaren un total de 62 saltadors de 16 comitès nacionals diferents.

## Resum de medalles
| Prova                 | Or               | Argent         | Bronze         |
| Salt amb esquís 70 m. | Yukio Kasaya     | Akitsugu Konno | Seiji Aochi    |
| Salt amb esquís 90 m. | Wojciech Fortuna | Walter Steiner | Rainer Schmidt |

## Medaller
| Posició | País    | Or | Argent | Bronze | Total |
| 1       | Japó    | 1  | 1      | 1      | 3     |
| 2       | Polònia | 1  | 0      | 0      | 1     |
| 3       | Suïssa  | 0  | 1      | 0      | 1     |
| 4       | RDA     | 0  | 0      | 1      | 1     |
|         |         |    |        |        |       |
| Total   | Total   | 2  | 2      | 2      | 6     |